# 改編
改編（かいへん）はテレビ局やラジオ放送局などの放送局において、番組編成・出演者・スポンサー等の変更や人事異動を行うこと。ここでは主に日本で行われる番組改編について述べる。
日本では主に年度の期間で番組を放送している。NHKの場合はほとんどの番組が新年度が始まる毎年4月に集中して番組編成を変更することが多い。民放の場合、1月と7月にもゴールデン枠のドラマを中心にして小規模な改編を行う場合があるが、プロ野球ナイター中継開始期・終了期などにあわせて、4月（年度上半期）と10月（年度下半期）の年2回、大きな改編が行われることが多い。
通常は新番組のスタートが核となるが、1990年代よりフライングスタートとして毎正時よりも数分早く番組を始めたり、30分枠ずつや1時間枠ずつを足して大型枠を誕生させたり、編成の骨格を変える程の大掛かりな物もある。また民放の連続ドラマ（プライムタイム枠）では第1回や最終回の放送分を通常（54分間）より15 - 30分程度延長した拡大編で放送することもある。
改編が行われる要因として、ドラマでは当初予定の放映話が終了したり、視聴率・聴取率が振るわなかったり、数字こそ悪くは無いが、前後番組の流れを考慮して時間の変更がなされる場合、何らかの事情でスポンサーがつかなくなった場合など様々である。

## 帯番組の改編
月曜日から金曜日（一部で月曜日から木曜日のものもある）まで放送される「帯番組」とりわけ生放送の情報番組を中心に4月1日や10月1日を待たずして、カレンダーの曜日配列の都合上、月末から新番組を始める傾向が増えつつある。
例えば4月1日が月曜日以外の場合、番組を区切りよく週明けの月曜日に始めるために、かつその日も含めるべく4〜1日前の3月28日〜3月31日に開始させることがある。
ただし、TXN(テレビ東京系列)の場合、かつてはその日が週の途中でもしっかり1日から忠実に開始されていたが、後にこの限りではないケースも増えている。また、民放FMラジオ局でも、1日から開始されることが多い。

## 改編時期の目安
日本の暦を参照。
テレビ番組
一般的にはテレビの3ヶ月間の区切りをクールという。
- 春・3月15日-5月11日
- 夏・6月28日-8月27日
- 秋・9月16日-11月15日
- 冬・12月12日-1月23日（年末年始）[要出典]

ラジオ番組
大体、毎年3月末（4月初め）と9月末（10月初め）の年2回行われる。AM局ではナイターオフ（オン）シーズンということが多いが、これはプロ野球中継レギュラーシーズンの開始と終了に一致させているため（ペナントレースのみ。日本シリーズは含まれない）。